# Liga Colombiana de Béisbol Profesional 2001-02
La temporada de la Liga Colombiana de Béisbol Profesional 2001-02 fue la 26° edición de este campeonato disputada a partir del 30 de noviembre. Un total de 4 equipos participaron en la competición.
Se jugó bajo las reglas que rigen este deporte en el área del Caribe y las ligas menores del béisbol organizado y con bases especiales para el evento como tal, que fueron aprobadas por los gerentes de equipos y el comisionado Julio Blanch Calvo. Se inauguró el 30 de noviembre con 4 equipos, 2 en Barranquilla, Caimanes y Eléctricos, y 2 en Cartagena, Indios y Tigres. El torneo se desarrolló en los estadios Once de Noviembre de Cartagena y Tomás Arrieta de Barranquilla, teniendo como sede alterna el estadio Julio Silva Bolaños de Ciénaga. El jugador más valioso fue Johnny León de los Eléctricos y el novato del año fue Camilo Ochoa de Tigres

## Sistema de juego
Se disputaron 30 juegos 15 de local y 15 de visitante. El primero clasificó al play off final mientras el segundo y tercero jugaron el pre-play off.

## Novedades
El equipo Vaqueros de Barranquilla fue reemplazado por Eléctricos de Barranquilla.

## Equipos participantes
| Equipo                     | Fundación | Departamento | Ciudad       | Estadio                   | Capacidad |
| Caimanes de Barranquilla   | 1984      | Atlántico    | Barranquilla | Estadio Tomás Arrieta     | 8 000     |
| Tigres de Cartagena        | 1996      | Bolívar      | Cartagena    | Estadio Once de Noviembre | 12 000    |
| Indios de Cartagena        | 1948      | Bolívar      | Cartagena    | Estadio Once de Noviembre | 12 000    |
| Eléctricos de Barranquilla | 2001      | Atlántico    | Barranquilla | Estadio Tomás Arrieta     | 8 000     |

Nota: Los equipos cartageneros disputaron algunos juegos en el Estadio Julio Silva Bolaños de Ciénaga.

## Temporada regular
Se disputaron 30 juegos para cada equipo.
| Pos | Equipo                     | JG | JP | JJ | AVG. | Dif |
| --- | -------------------------- | -- | -- | -- | ---- | --- |
| 1.  | Eléctricos de Barranquilla | 20 | 10 | 30 | .666 | --- |
| 2.  | Caimanes de Barranquilla   | 15 | 15 | 30 | .500 | 5,0 |
| 3.  | Tigres de Cartagena        | 12 | 18 | 30 | .400 | 8,0 |
| 4.  | Indios de Cartagena        | 11 | 19 | 30 | .366 | 9,0 |

|  | Clasificado al play off final |
|  | Clasificados al pre-play off  |
|  | Eliminados.                   |

## Pre-Play off
| Pos | Equipo                   | JG | JP | JJ | AVG. | Dif |
| --- | ------------------------ | -- | -- | -- | ---- | --- |
| 1.  | Caimanes de Barranquilla | 3  | 1  | 4  | .750 | --- |
| 2.  | Tigres de Cartagena      | 1  | 3  | 4  | .250 | 2,0 |

|  | Clasificado al play off final |
|  | Eliminado.                    |

### Serie Pre-Play Off
| Serie Final LCBP de 2001/02 Tigres de Cartagena 1-3 Caimanes de Barranquilla |          |                       |                 |                           |
| Juego                                                                        | Fecha    | Resultado             | Serie (TIG-CAI) | Lugar                     |
| 1                                                                            | Enero 22 | Tigres ; Caimanes     | 0-1             | Estadio Tomás Arrieta     |
| 2                                                                            | Enero 23 | Tigres 3; Caimanes 13 | 0-2             | Estadio Tomás Arrieta     |
| 3                                                                            | Enero 24 | Caimanes 3; Tigres 9  | 1-2             | Estadio Once de Noviembre |
| 4                                                                            | Enero 25 | Caimanes 14, Tigres 3 | 1-3             | Estadio Once de Noviembre |

## Play Off Final
Se disputaron 5 juegos para definir el campeón del 27 de enero al 2 de febrero. 
| Pos | Equipo                     | JG | JP | JJ | AVG. | Dif |
| --- | -------------------------- | -- | -- | -- | ---- | --- |
| 1.  | Eléctricos de Barranquilla | 4  | 1  | 5  | .800 | --- |
| 2.  | Caimanes de Barranquilla   | 1  | 4  | 5  | .200 | 3   |

|  | Campeón    |
|  | Subcampeón |

### Serie
| Serie Final LCBP de 2001/02 Eléctricos de Barranquilla 4-2 Caimanes de Barranquilla |           |                           |                 |                       |
| Juego                                                                               | Fecha     | Resultado                 | Serie (ELE-CAI) | Lugar                 |
| 1                                                                                   | Enero 27  | Caimanes 9, Eléctricos 6  | 0-1             | Estadio Tomás Arrieta |
| 2                                                                                   | Enero 28  | Caimanes , Eléctricos     | 1-1             | Estadio Tomás Arrieta |
| 3                                                                                   | Enero 30  | Eléctricos 11, Caimanes 8 | 2-1             | Estadio Tomás Arrieta |
| 4                                                                                   | Enero 31  | Eléctricos 9, Caimanes 6  | 3-1             | Estadio Tomás Arrieta |
| 5                                                                                   | Febrero 2 | Caimanes 6, Eléctricos 12 | 4-1             | Estadio Tomás Arrieta |

| Colombia                                         |
| Campeón Eléctricos de Barranquilla Primer título |

## Los mejores
| Stat                     | Jugador               | Total |
| ------------------------ | --------------------- | ----- |
| Porcentaje de bateo (BA) | Carlos Villeros (ELE) | .406  |
| Hits                     | Brian Cornelius (CAI) | 46    |
| Carrera impulsada (RBI)  |                       |       |
| Carrera anotada (R)      |                       |       |
| Dobles (2B)              | Jhonny Leon (ELE)     | 13    |
| Triples (3B)             | Tony Miranda (IND)    | 5     |
| Home run (HR)            |                       |       |
| Robo de base (SB)        |                       |       |

| Stat                 | Jugador             | Total |
| -------------------- | ------------------- | ----- |
| Juegos ganados (AVE) |                     |       |
| Efectividad (ERA)    | Sergio Ruiz (ELE)   | 1.50  |
| Ponches (SO)         | George Sheryl (IND) | 57    |

### Jugador más Valioso
| Ganador     | Equipo     | Pos. |
| ----------- | ---------- | ---- |
| Johnny León | Eléctricos | IF   |

### Novato del año
| Ganador      | Equipo | Pos. |
| ------------ | ------ | ---- |
| Camilo Ochoa | Tigres |      |